# Abaltzisketa
Abaltzisketa är en kommun i Spanien. Den ligger i Gipuzkoaprovinsen i den autonoma regionen Baskien i norra delen av landet, 300 km norr om huvudstaden Madrid. Antalet invånare är 1 844 (2024). Arean är 11,18 kvadratkilometer. Abaltzisketa gränsar till Amezketa, Gaintza och Orendain. 